# بریستول نوع ۱۴۶
بریستول نوع ۱۴۶ (به انگلیسی: Bristol Type 146) یک هواگرد ساختِ کارخانهٔ بریستول ایروپلین در کشور بریتانیا است. این هواگرد برای نخستین بار در ۱۱ فوریه ۱۹۳۸ میلادی مورد استفاده قرار گرفت.